# Dupatta
La dupatta (hindi: दुपट्टा; urdu: دوپٹہ) è un pezzo di tessuto rettangolare di dimensioni variabili, simile a una sciarpa, solitamente realizzato in seta o cotone e dotato di una vasta gamma di colori e disegni; viene tradizionalmente indossato dalle donne in India, Pakistan, Bangladesh e in altre parti del Sud-est asiatico come un accessorio di moda o un simbolo culturale. In molti contesti, la dupatta può essere usata per coprire il capo o il collo, o come uno scialle.
La dupatta è diventata un elemento caratteristico della cultura del subcontinente indiano ed è spesso associata a tradizioni e a cerimonie.

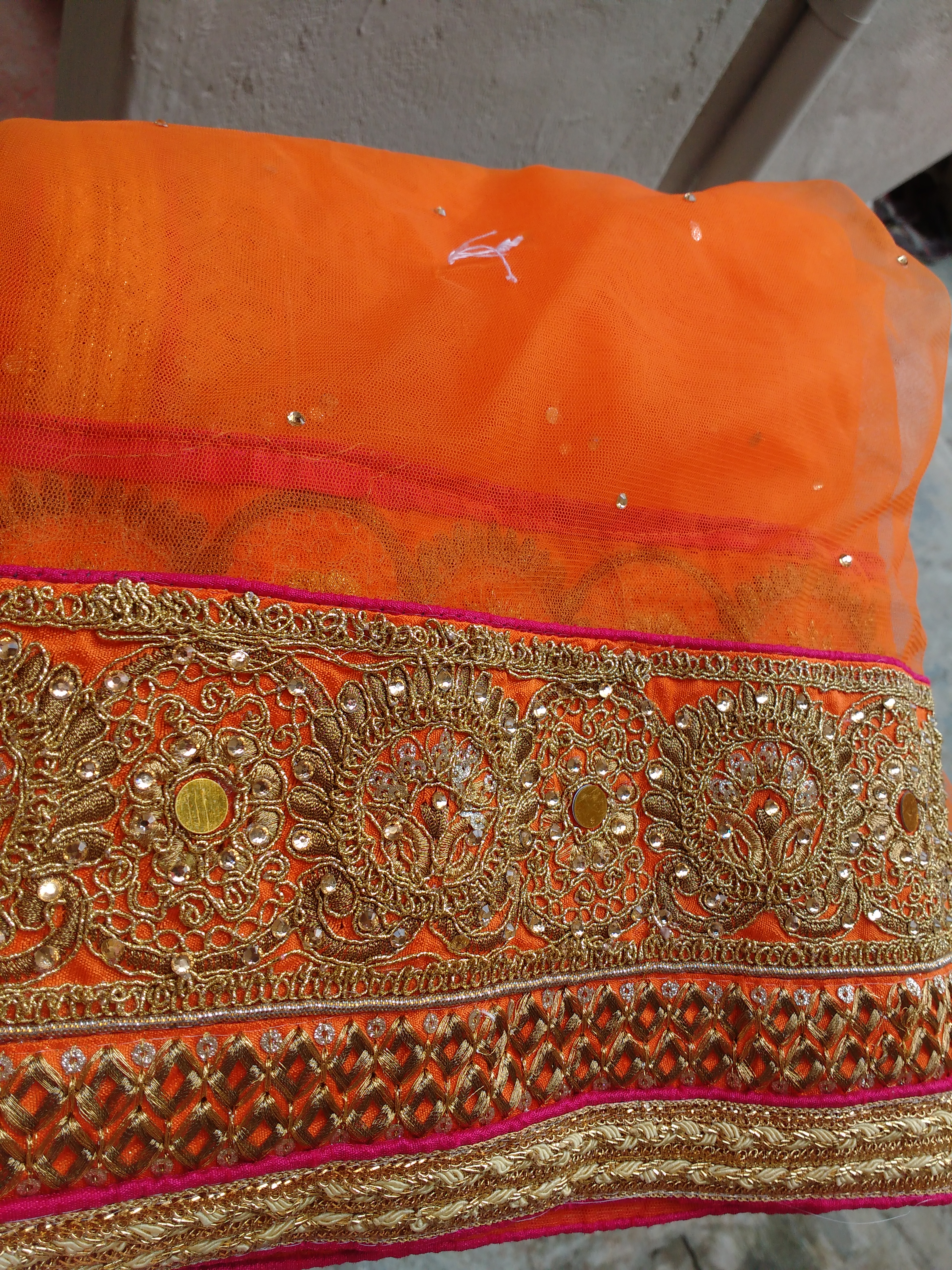
Dupatta.

Secondo la tradizione, la dupatta è stata introdotta per la prima volta in India dai Moghul. Tuttavia, l'uso di pezzi di tessuto dello stesso tipo è molto più antico ed è stato successivamente adottato da diverse altre culture, diventando un simbolo di unità e di identità culturale in tutto il subcontinente. Oggi, la dupatta viene utilizzata in molte forme diverse, in base al paese o alla regione di appartenenza, e rappresenta una forma di espressione personale e di moda.

## Etimologia
L'etimologia della parola dupaṭṭā, utilizzata in hindi e urdu per indicare lo scialle di doppio tessuto, è il risultato della combinazione di due elementi delle lingue medio-indiane. In particolare, la radice du- significa "due" ed è collegata alle parole sanscrite dvau e dvi-, che indicano sempre il numero 2. L'elemento successivo della parola, paṭṭā, invece, sta per "striscia di tessuto" e deriva a sua volta dalla parola medio-indiana paṭṭa che significa "tessuto". In questo caso, la parola originaria di derivazione sanscrita è paṭṭaḥ, la cui origine non è nota. La parola dupaṭṭā indica dunque, in modo letterale, un tessuto che è stato ripiegato e quindi ha due strati sovrapposti.
Ci sono alcune variazioni regionali sul nome e sull'uso della dupatta. In alcune parti del Pakistan, per esempio, la dupatta è chiamata chunni, mentre in alcune parti dell'India settentrionale viene chiamata odhni.

## Storia
La dupatta viene menzionata già nell'antico testo indiano del Mahābhārata, che risale a un periodo compreso tra il 400 a.C e il 400 d.C. Tuttavia, la dupatta non aveva sempre la stessa forma e lo stesso utilizzo di oggi. In passato, la dupatta era semplicemente un pezzo di stoffa utilizzato per coprire la testa o il viso.
In seguito, la dupatta divenne un elemento di abbigliamento più versatile e fu adottata da varie culture e religioni in tutto il mondo, tra cui l'Islam e il Sikhismo. Durante l'era Moghul in India la dupatta era un indumento di uso comune tra le donne, spesso realizzato con tessuti pregiati e decorati con pietre preziose e fili d'oro.
Con il passare del tempo, la dupatta è diventata sempre più un elemento di moda, utilizzato per completare l'abito delle donne. In particolare, la dupatta è ancora oggi molto diffusa in Pakistan, dove è diventata un simbolo nazionale.

## Uso
L'uso della dupatta varia notevolmente a seconda della regione, della cultura e delle preferenze personali. Tradizionalmente, la dupatta viene utilizzata come accessorio di abbigliamento femminile per coprire la testa e il collo, come simbolo di deferenza e modestia. In alcune regioni del Pakistan, le donne indossano la dupatta per coprire il viso, in particolare quando si trovano in presenza di uomini estranei, sottolineando l'importanza della modestia nella cultura locale. Tuttavia, la dupatta ha assunto anche usi più pratici e moderni.

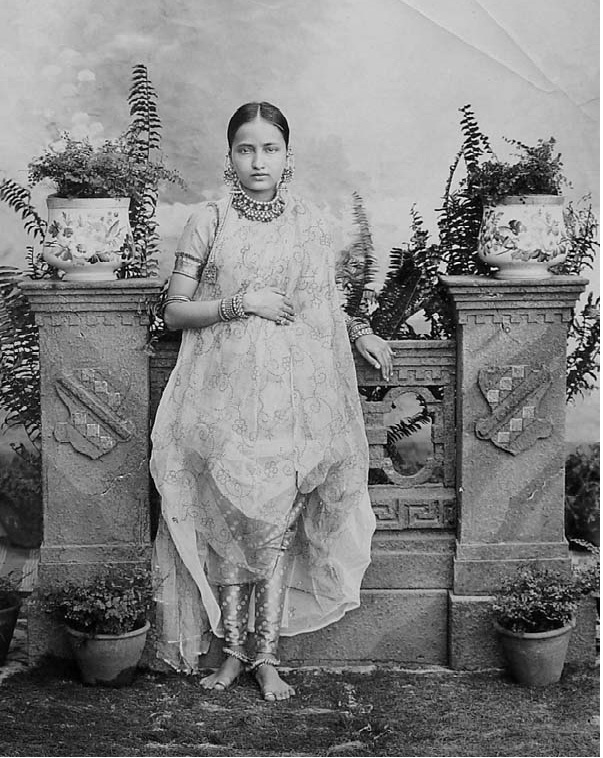
Chunnu Begum indossa Khada Dupatta, Hyderabad 1915.

La dupatta può essere indossata in diversi modi, a seconda dello stile e del comfort personale. Alcuni esempi includono avvolgerla intorno al collo, lasciarla cadere sulle spalle, drappeggiarla sulle braccia o utilizzarla come cintura. Questa flessibilità nell'uso della dupatta permette alle donne di esprimere la propria individualità e creatività attraverso il modo in cui la indossano. Inoltre, la dupatta viene utilizzata in cerimonie religiose e culturali, come matrimoni e festival, dove spesso viene indossata in combinazione con abiti tradizionali come la salwar kameez o il lehenga choli. In questi contesti, la dupatta può essere decorata con ricami, paillettes e perline per aggiungere eleganza e raffinatezza all'abbigliamento.

## Simbolismo e significato
La dupatta ha un forte valore simbolico nella cultura indiana e pakistana. Spesso viene considerata un simbolo di umiltà, castità e pudore, e per questo motivo è spesso indossata da donne e ragazze come parte del loro abbigliamento tradizionale. Inoltre, la dupatta può rappresentare anche l'identità culturale e regionale di una donna, a seconda della sua tessitura, colore e decorazione.
Tuttavia, la dupatta può anche essere utilizzata come un mezzo di espressione personale e di moda. Alcune donne scelgono di indossare la dupatta con colori vivaci e disegni elaborati, per creare un contrasto con il resto del loro abbigliamento tradizionale, o per dimostrare il proprio gusto per la moda.
Inoltre, la dupatta può assumere anche un significato politico e sociale, come simbolo di resistenza contro la discriminazione e la violenza sulle donne.  Nel contesto delle proteste dei contadini in India del 2020-2021, le donne che partecipavano alle manifestazioni sono state spesso viste indossare dupatta gialle come simbolo di solidarietà. Il colore giallo della dupatta simboleggia la speranza e la promessa di un futuro migliore per i contadini indiani. Questo gesto di solidarietà da parte delle donne è stato ampiamente commentato sui social media e nei media nazionali e internazionali, attirando l'attenzione sulle questioni dei contadini e sulle loro richieste di riforme agricole.
Durante la pandemia di COVID-19, la dupatta ha assunto anche una funzione di protezione, con alcune donne che hanno iniziato ad utilizzarla come mascherina improvvisata. In alcune regioni dell'India, come il Punjab, le donne hanno anche utilizzato la dupatta per cucire mascherine e fornirle alla comunità locale. La dupatta è quindi vista come un oggetto multifunzionale che non solo rappresenta la cultura e la tradizione indiana, ma può anche essere utilizzata per scopi pratici e di protezione.

## Arte e letteratura
La dupatta ha avuto una presenza considerevole nell'arte e nella letteratura indiana. In particolare, è stata rappresentata in numerosi dipinti e sculture, come ad esempio quelli dell'era Moghul. In queste opere d'arte, la dupatta era spesso usata per creare un senso di movimento e di dinamismo.

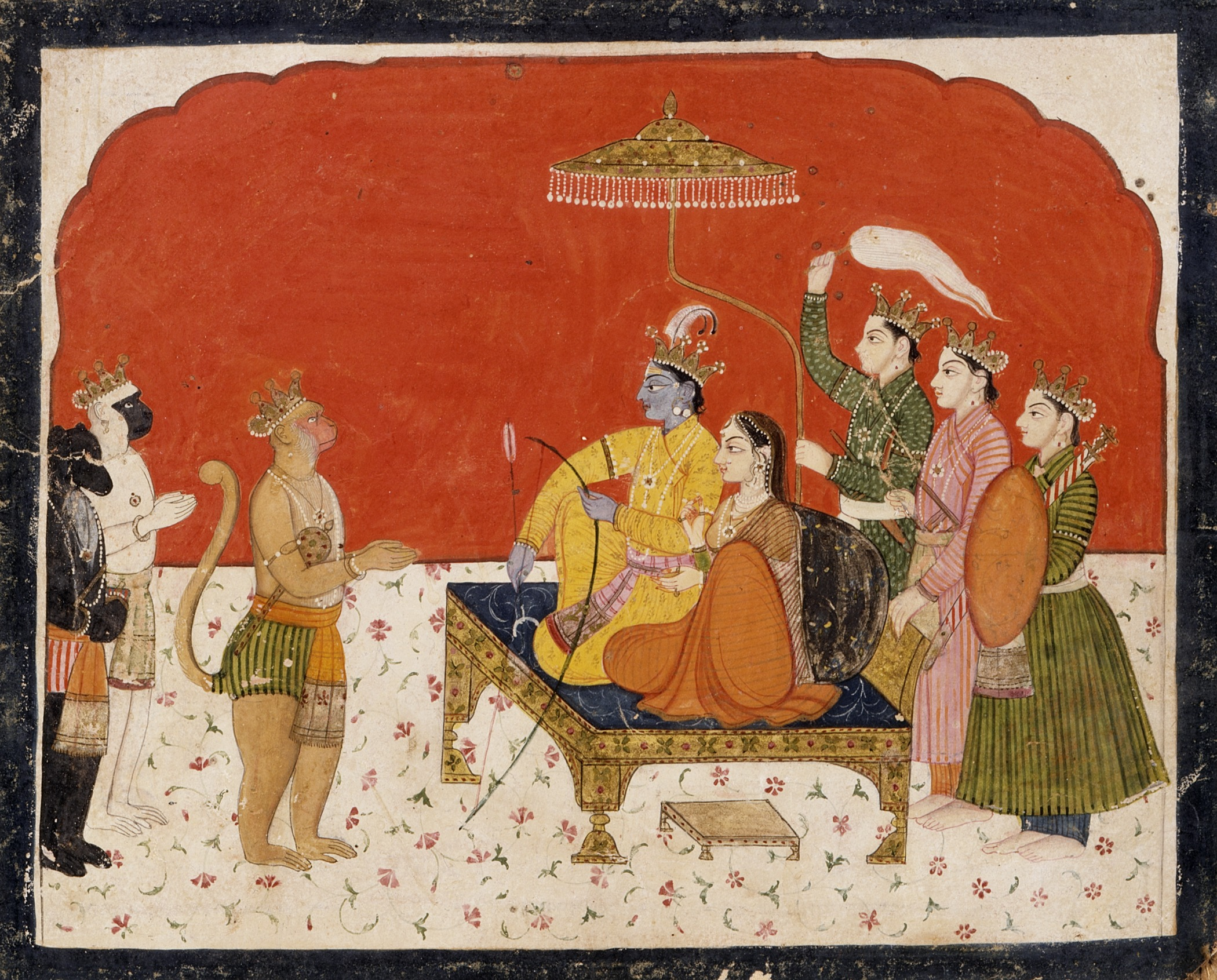
La corte di Rama, foglio da un Ramayana (Avventure di Rama).

Nella letteratura, la dupatta ha anche assunto un ruolo simbolico. Ad esempio, nel poema epico indiano Rāmāyaṇa, la principessa Sītā indossa una dupatta di seta bianca. In questo contesto, la dupatta rappresenta la purezza e l'innocenza della principessa. In altre opere letterarie indiane, la dupatta viene utilizzata per simboleggiare la modestia e la femminilità.
La dupatta è stata anche rappresentata nella cultura popolare indiana, come ad esempio nel cinema di Bollywood. La dupatta ha spesso un ruolo importante nelle scene romantiche, dove viene utilizzata per creare un senso di intimità e di tenerezza tra i personaggi.

## Produzione e materiali
La produzione della dupatta avviene in diverse parti dell'India e impiega una grande varietà di materiali. La seta, il cotone, la lana, il chiffon e il georgette sono alcuni dei materiali più comuni utilizzati nella produzione delle dupatte.
La seta è uno dei tessuti preferiti per la dupatta a causa della sua lucentezza e della sua consistenza morbida. La seta viene spesso utilizzata per le dupatte di lusso, come quelle utilizzate per le cerimonie di matrimonio.
Il cotone è un altro materiale comune utilizzato per la produzione delle dupatte. La sua leggerezza e la sua capacità di assorbire l'umidità lo rendono un tessuto ideale per le dupatte estive.
La lana è utilizzata soprattutto nelle regioni più fredde dell'India. La dupatta in lana è spesso decorata con ricami e motivi a maglia per aumentare la sua bellezza.
Il chiffon e il georgette sono tessuti molto sottili e trasparenti, ideali per le dupatte leggere e fluide. Spesso questi tessuti vengono decorati con dettagli in pizzo o con ricami.
Oltre alla scelta dei tessuti, anche il design e la decorazione della dupatta sono importanti. Le dupatte sono spesso decorate con ricami, patchwork, stampe o dipinti a mano. L'uso di colori vivaci e di motivi tradizionali, come paisley, fiori e geometrici, è molto comune nelle dupatte.
La produzione delle dupatte è spesso un'attività artigianale che coinvolge molte donne indiane. In alcune zone del paese, come la città di Lucknow, la produzione di dupatte è una fonte di reddito importante per le donne. La lavorazione artigianale delle dupatte richiede una grande abilità e pazienza, in quanto spesso i tessuti vengono decorati con ricami complessi e minuziosi.
Inoltre, esistono anche produzioni industriali di dupatte, che impiegano macchinari per la tessitura e per la stampa. Tuttavia, la produzione artigianale rimane ancora molto diffusa e apprezzata in India, soprattutto per la sua capacità di preservare la tradizione e la bellezza del lavoro manuale.